# Uwe Lohrer
Uwe Lohrer (* 19. November 1940 in Stuttgart) ist ein Grafik-Designer und Hochschulprofessor für Visuelle Kommunikation.

## Leben und Werk
Uwe Lohrer studierte von 1961 bis 1965 an der Staatlichen Akademie der Bildenden Künste Stuttgart bei den Professoren Eugen Funk und Kurt Weidemann. Er arbeitete als Grafik-Designer und Art-Director bei dem Schweizer Typografen und Designer Albert Hollenstein in Paris und dem Lyoner Künstler Jean-Marie Chourgnoz. 1971 errichtete er sein eigenes Atelier und wurde 1978 Professor für Visuelle Kommunikation an der Hochschule Pforzheim, wo er den Studienschwerpunkt „Ausstellungsgestaltung“ einrichtete. Lohrer entwickelt für Museen und Ausstellungen Grafik-Design-Konzeptionen und gestaltet Kunst- und Designkataloge. Seine Plakate für den kulturellen Bereich befinden sich in öffentlichen Sammlungen, unter anderem im Deutschen Plakatmuseum in Essen sowie im New Yorker Museum of Modern Art und wurden auf internationalen Plakatbiennalen in Warschau und Lahti ausgestellt. Mehrmals wurde er von der Stiftung Buchkunst (Die schönsten Bücher) ausgezeichnet. „In seinen Kunstausstellungsplakaten läßt er dem Künstler den Vortritt, drängt sich nicht zwischen Künstler und Betrachter […] Die Ausführung erfolgt ungekünstelt, locker, frisch und einfallsreich. Seine besondere Beziehung zur freien Kunst erschließt ihm vorurteilsfreie, stilüberwindende Lösungen“, schreibt Lohrers ehemaliger Mentor Kurt Weidemann über seine Arbeiten.
Uwe Lohrer war mit dem Schweizer Künstler Dieter Roth befreundet. Lohrer lebt in Stuttgart.

## Ausstellungen
- 2007: Zentrum für Kunst und Medientechnologie, Karlsruhe
- 2003: Deutsches Architekturmuseum, Frankfurt/Main

## Ausstellungskonzeptionen und -gestaltungen
- 1982: Limesmuseum Aalen, Grafik-Design-Konzeption
- 1983/85: Linden-Museum, Staatliches Völkerkundemuseum Stuttgart, Grafik-Design-Konzeption
- 1984: Deutsche Leistungsschau Tokio '84, Bundeswirtschaftsministerium, Grafik-Design- und Medienkonzept
- 1985: Expo '85, Tsukuba (Ibaraki), Pavillon der Bundesrepublik Deutschland, Grafik-Design

## Buchveröffentlichungen
- Uwe Lohrer: Uwe Lohrer – Plakate für Ausstellungen, Veranstaltungen, Festivals, Filme. Hatje Cantz, Ostfildern 2003, ISBN 3-7757-9146-9
- Uwe Lohrer (Hrsg.): Dieter Roth – here and there. Mit Texten von Dieter Roth und einer Fotodokumentation von Uwe Lohrer. Hatje Cantz, Ostfildern 2003, ISBN 3-7757-9139-6
- Uwe Lohrer: Achtung. Baugestelle. Fotografien von Uwe Lohrer. Essays von Hans Wollschläger und Wolfgang Berger. Quantum Books, Ostfildern 2001, ISBN 3-935293-18-6